# Tomb Raider: Underworld
Tomb Raider: Underworld é o nono jogo da série Tomb Raider. Desenvolvido pela Crystal Dynamics e distribuído pela Eidos Interactive. Foi lançado oficialmente nos Estados Unidos no dia 18 de novembro de 2008 para as plataformas: PlayStation 3, Xbox 360, PC, Wii e Nintendo DS. Na Europa, o jogo foi lançado no dia 21 de novembro para as mesmas plataformas. A versão PlayStation 2 foi lançada no dia 23 de janeiro de 2009 no Reino Unido. É o jogo que marca o fim da trilogia iniciada em Tomb Raider: Legend.

## História
Por gerações e gerações, histórias foram contadas sobre o temível deus nórdico do trovão, Thor. Lendas dizem que ele possuía um martelo com o poder de "esmagar" vales e montanhas, com a força para destruir até mesmo os deuses. Por mais de mil anos, tem existido apenas como um mito … pelo menos até agora. Lara Croft vai tentar encontrar esse martelo para ver se ele lhe dá respostas sobre o paradeiro da sua mãe.

## Expansões
Dois níveis exclusivos para o serviço Xbox Live Marketplace já estão disponíveis. São:

### Beneath the Ashes
Lara volta para explorar as cinzas da Mansão Croft e acaba encontrando um fragmento de um templo viquingue e um misterioso artefato chamado "Ohk-Eshiva" que pode controlar os monstros criado pela vilã Natla.

### Lara's Shadow
Nesse nível o jogador controla a clone de Lara. Mais rápida, forte e com poderes incríveis.
No trailer do jogo, aparentemente vemos Lara explodindo a Mansão Croft, mas no terceiro nível, "Croft Manor: Protect by the dead", vemos o clone de Lara, chamado Doppleganger, que atira em Alister, e descobrimos ser a responsável por destruír a mansão.
Na expansão, a missão de Dopplenganger é ajudar Jacqueline Natla, em esforços de matar Lara Croft, mas primeiro, Natla deve ativar uma máquina capaz de reconstruir seu corpo que foi destruído, como se fosse queimado, por Lara. Natla pede a Doppleganger que reative a máquina, que foi desativada por Amanda, mate Lara e por fim que se suicide.
Ao encontrar Lara de novo na cripta de seu pai, nas cinzas da Mansão Croft, Dopplenganger vê que Lara descobriu sobre o comando Ohk-Eshiva, que a mesma usa em Doppleganger, fazendo-na ter de obedecer agora somente às suas ordens. Lara pergunta se Doppelganger gostaria de ser livre, mas sua resposta não foi objetiva. Então, com o comando Ohk-Eshiva, Lara liberta Doppelganger e diz que ela não é mais escrava de ninguém. Com ressentimentos de Natla, Doppelganger se vinga destruindo a máquina capaz de regenerar Natla com ela dentro, fazendo-na cair e engolir Eitr (Veneno da Serpente de Midgard), matando a mesma de uma vez por todas.